# خان كوه نمك
خان كوه نمك (بالفارسية: کاروانسرای کوه نمک) هي خان تاريخية تعود إلى عصر الدولة السلجوقية، وتقع في مقاطعة قم.